# ستيف رايلي
ستيف رايلي (بالإنجليزية: Steve Riley)‏ هو طبال وموسيقي أمريكي، ولد في 22 يناير 1956 في رفير في الولايات المتحدة.

## وصلات خارجية
- ستيف رايلي على موقع IMDb (الإنجليزية)
- ستيف رايلي على موقع ميوزك برينز (الإنجليزية)
- ستيف رايلي على موقع ديسكوغز (الإنجليزية)